# Христо Крачанов (химик)
Проф. Христо Крачанов е български химик. 

## Биография и дейност
Проф. Христо Ганев Крачанов е завършил ВХТИ – София през 1954 година. През 1954 – 1956 година внедрява технология на карбамид-формалдехидните смоли и изделия от тях в Градски промкомбинат, Пловдив. През 1956 година внедрява същата технология в „Капитан Дядо Никола“, Габрово.
На 30 септември 1956 година постъпва асистент във ВИХВП, Пловдив при професор Стойко Стойков. Под негово ръководство започва изследвания върху технологията на слънчогледовия пектин. През 1961 година изнася пленарен доклад върху технологията на слънчогледовия пектин на всесъюзна конференция в Налчик, СССР. През 1962 – 1963 година специализира при академик Богдан Куртев в Института по Органична химия (ИОХ), БАН, София. През 1967 година е хабилитиран за доцент по органична химия и е избран за ръководител на катедрата по органична химия и биохимия при ВИХВП, която ръководи до 1992 година. От 1992 година до 1999 година е ръководител на катедрата по органична химия.
През 1972 година защитава кандидатска дисертация на тема „Стереохимия и механизъм на Перкиновата реакция“ с научен ръководител академик Богдан Куртев, а през 1982 година пак в ИОХ защитава докторска дисертация на тема „Получаване, реакционна способност и физико-химични свойства на нативни и модифицирани пектини“.
През 1984 година е избран за професор по органична химия.
От 1981 година е ръководител на Лабораторията по биологично активни въглехидрати в Пловдив. Лабораторията по биологично активни въглехидрати е филиал на ИОХ при БАН, в която работят 28 души. Тя е единствената лаборатория в България, която работи много интензивно в областта на растителните полизахариди – получаване, характеристика и приложение в хранително-вкусовата промишленост и медицината.
Професор Христо Ганев Крачанов е публикувал над 150 научни труда в български и международни списания. Освен това е автор на 40 изобретения и 9 патента в чужбина – 2 в САЩ, 1 в Швейцария, 2 в Германия, 1 във Франция и Югославия и др. Под негово ръководство са разработени 17 дисертации в областта на базично катализирани алдолни реакции (нискотемпературни варианти на Перкинова и Клайзенова реакция) и химия и технология на пектиновите вещества. Осем от неговите аспиранти са хабилитирани за доценти и старши научни сътрудници, като двама от тях са доктори на науките и са хабилитирани за професори, а други двама са хабилитирани за професори без докторати на науките.
Професор Христо Крачанов е бил ръководител на много национални и международни проекти в областта на хранителната химия.
От 1987 година е представител на България в Европейската работна група по хранителна химия при Федерацията на европейските химически дружества (FECS). Записан е в 12 издание на „Who’s who in the world“ през 1995 година, а сега вече и чрез Интернет. Член е на българската комисия на IUPAK от 1999 година. Член на ВАК – Комисия по аграрни и лесовъдни науки от 1997 година и до 2003. Член на Управителния съвет на фонд „Научни изследвания“ при МОН от 1998 година до 2003.
Член на редакционната колегия на Европейското списание „European Food Research and Technology“ от 1992 година до 2002. Член на редакционната колегия на „Химия и Индустрия“ от 1999 година. Председател на Регионалния съюз на химиците в Пловдив от 1999 година и член на Управителния съвет на Съюза на химиците в България, София до 2004 г.

## Публикации
- Нискотемпературни варианти на реакциите на Перкин и Клайзен, които са превърнати в методи за синтез на β-хидроксикиселини;
- Химия и технология на слънчогледовия пектин;
- Технология на киселинната деестерификация на ябълков пектин, внедрена в редовно производство в завод „Пектин“ – Перник и в пектиновия завод в Гота – Германия през 1977 г.
- Технология за впенени замразени плодови кремове;
- Хроматографско разделяне на рацемични бази върху природни оптично активни йонообменители,
- Хроматографски методи за пречистване на алкалоиди и деметализиране на алкохолни напитки и други хранителни течности,
- Синтез на смесени метилетилови естери на пектовата киселина;
- Получаване на амидирани и N-заместени амидирани пектини.
- Метод за турбулентна екстракция на пектин от растителни суровини – внедрен в пектиновия завод в Гота, Германия и завод „Пектин“ – Перник;
- Получаване на микробни полизахариди – ксантан и др.
- Технологии за натурални плодови сокове от арония, къпина и други горски плодове, внедрени в редовно производство.
- Антоцианинови плодове и антиоксидантна активност. Синергизъм на антиоксидантната активност на някои плодове и билки и копигментация при антоцианиновите плодове) влияние на сок от арония и ексракт от арония на стабилността на пигментите в сока на малина и ягода